# Chiesa di San Giovanni Battista (Columbus)

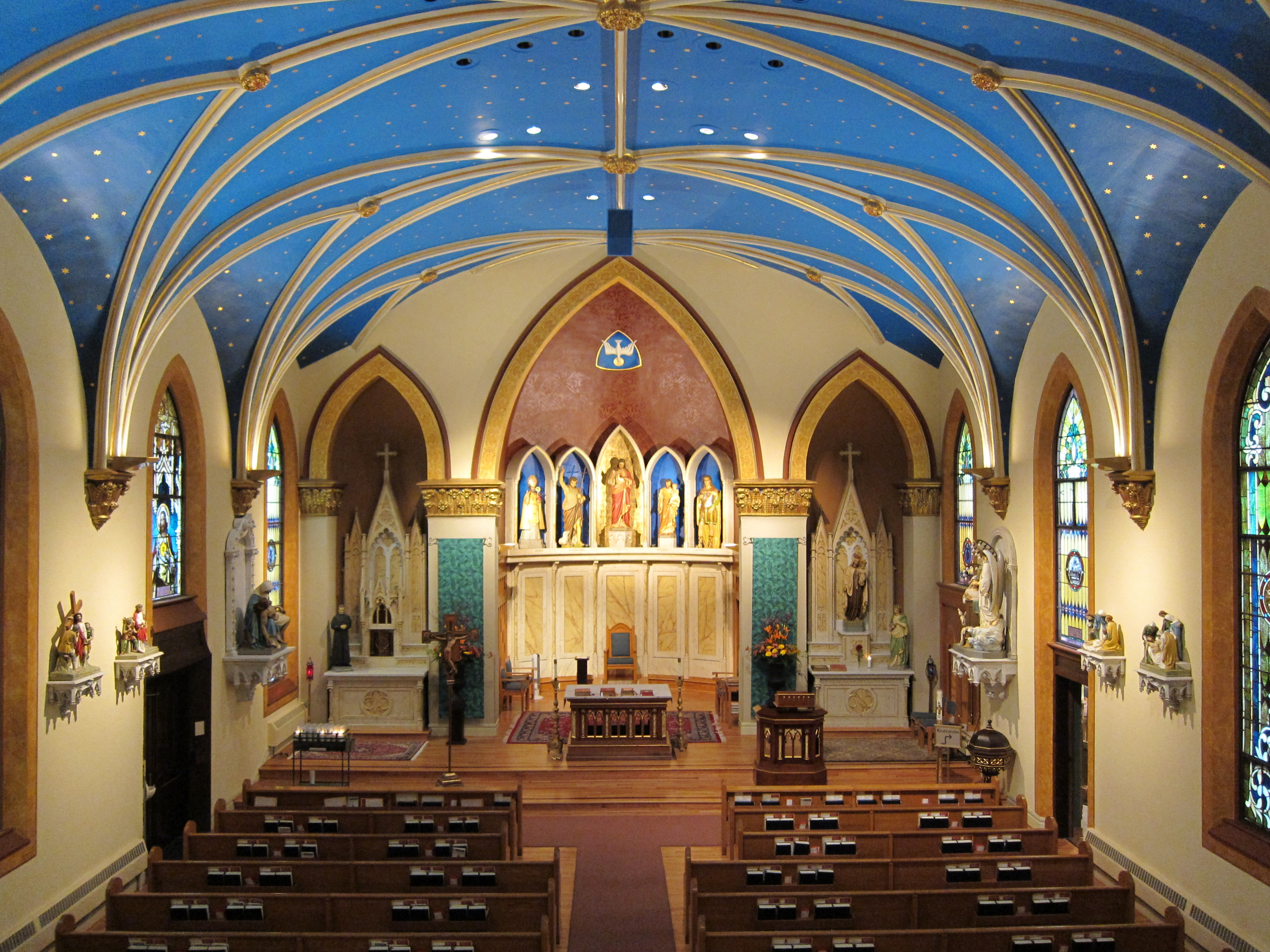
Interno della chiesa

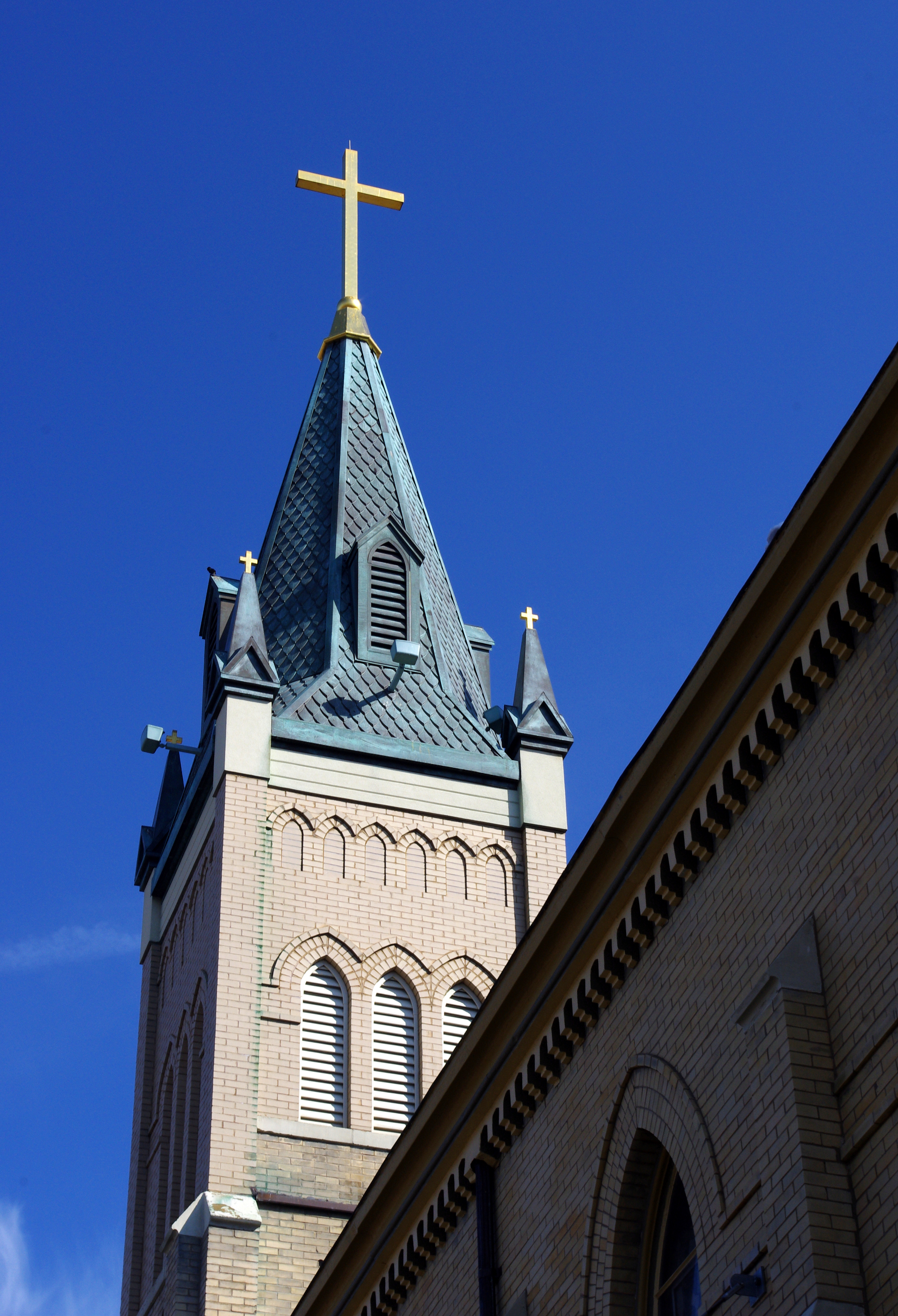
Il campanile

La chiesa di San Giovanni Battista, costruita nel 1898, è la chiesa cattolica italiana di Columbus, Ohio negli Stati Uniti d'America, edificata espressamente per servire alla comunità locale di immigranti italiani.

## Storia
Nel 1896 il vescovo di Columbus, John Ambrose Watterson, dette a padre Alessandro Cestelli l'incarico di prendersi cura dei bisogni spirituali degli immigrati italiani. Padre Cestelli riunì dapprima la congregazione nella cappella battesimale della cattedrale di San Giuseppe, ma subito si fecero i progetti e si raccolsero fondi per la costruzione di una chiesa. I lavori procedettero speditamente. La cerimonia della posa della prima pietra si svolse il 15 maggio 1898 e la consacrazione poté già avvenire il 17 settembre dello stesso anno.
Dal 1949 al 1991 la cura spirituale della parrocchia fu affidata ai Padri del PIME (Pontificio Istituto Missioni Estere).
Negli anni '60 furono fatti alcuni lavori di ristemazione dell'interno per adeguarlo alle nuove norme del Concilio Vaticano II.
Nel 1980 il Columbus Italian Festival fu creato da padre Casto Marrapese per aggregare la comunità italiana e promuovere la conoscenza della cultura italiana. Ogni anno il festival attira migliaia di visitatori. Grazie ai fondi raccolti dalla manifestazione, nel 1989 fu costruito il Centro Culturale Italiano.
Nel 1996 la parrocchia celebra il suo 100 anniversario.
La chiesa è tuttora il principale punto di riferimento dei cattolici italiani a Columbus.

### Parroci
- Alessandro Cestelli (1896-1901)
- Vittorio Sovilla (1901-1913)
- Rocco Petrarca (1913-49)
- Carlo Sala (1949-55)
- Antimo Boerio (1956-57)
- Carlo Sala (1957-61)
- Ovidio Calzini (1961-63)
- Ettore Bellinato (1963-74)
- Casto Marrapese (1974-91)
- Mario A. Serraglio (1991-98)
- William A. Metzger (1998-)